# Palmaria (Geschütz)
Palmaria ist eine von der italienischen Firma OTO Melara zwischen 1977 und 1981 entwickelte Panzerhaubitze.
OTO Melara entwickelte die Palmaria-Haubitze ab 1977 hauptsächlich für den Export und nutzte hier viele Komponenten des ebenfalls für den Export bestimmten Panzers OF-40. Das Projekt entstand aus dem abgebrochenen internationalen SP70-Projekt. Die Produktion begann 1982 und endete Anfang der 1990er.

## Technische Beschreibung
Die Palmaria ist eine rundum geschlossene gepanzerte Haubitze. Das Chassis und Laufwerk basiert auf dem des OF-40. Der Turm musste vollständig neu entwickelt werden, um die schwere Haubitze aufnehmen zu können. Der Palmaria ist so konstruiert, dass nur kleinere Veränderungen vorgenommen werden mussten, um das Fahrzeug schwierigeren Gelände- und Klimaverhältnissen anzupassen. Hierbei zielte OTO Melara vor allem auf den Markt im Nahen Osten ab, wo die Vereinigten Arabischen Emirate bereits den OF-40 eingeführt hatten. Dies hat für den Käufer den Vorteil, dass viele Komponenten problemlos ausgetauscht werden können.
Die Palmaria ist ein äußerst wendiges und schnelles Fahrzeug. Hinzu kommt eine hohe Geländegängigkeit, da das Chassis von einem schnellen Kampfpanzer übernommen wurde. Ein ungewöhnliches Merkmal ist der Hilfsmotor für den Turm. Dieser erlaubt eine schnellere Drehung des Turmes und erspart dem eigentlichen Antriebsmotor Treibstoff. Bei dieser Haubitze wurde ein automatisches Ladesystem verwendet, das alle 15 Sekunden eine Schussabgabe ermöglicht.
Die Haubitze ist in der Lage, eine große Auswahl unterschiedlicher 155-mm-NATO-Standard-Granaten abzufeuern:
- hochexplosive Granaten
- hochexplosiv/Splitter
- Tochtermunition
- „Rocket-assisted projectile“-Geschoss (RAP-Geschoss)
- Panzerabwehrminen

Es besteht die Möglichkeit, zwei 25-mm-Kanonen zur Flugabwehr zu installieren.

## Export

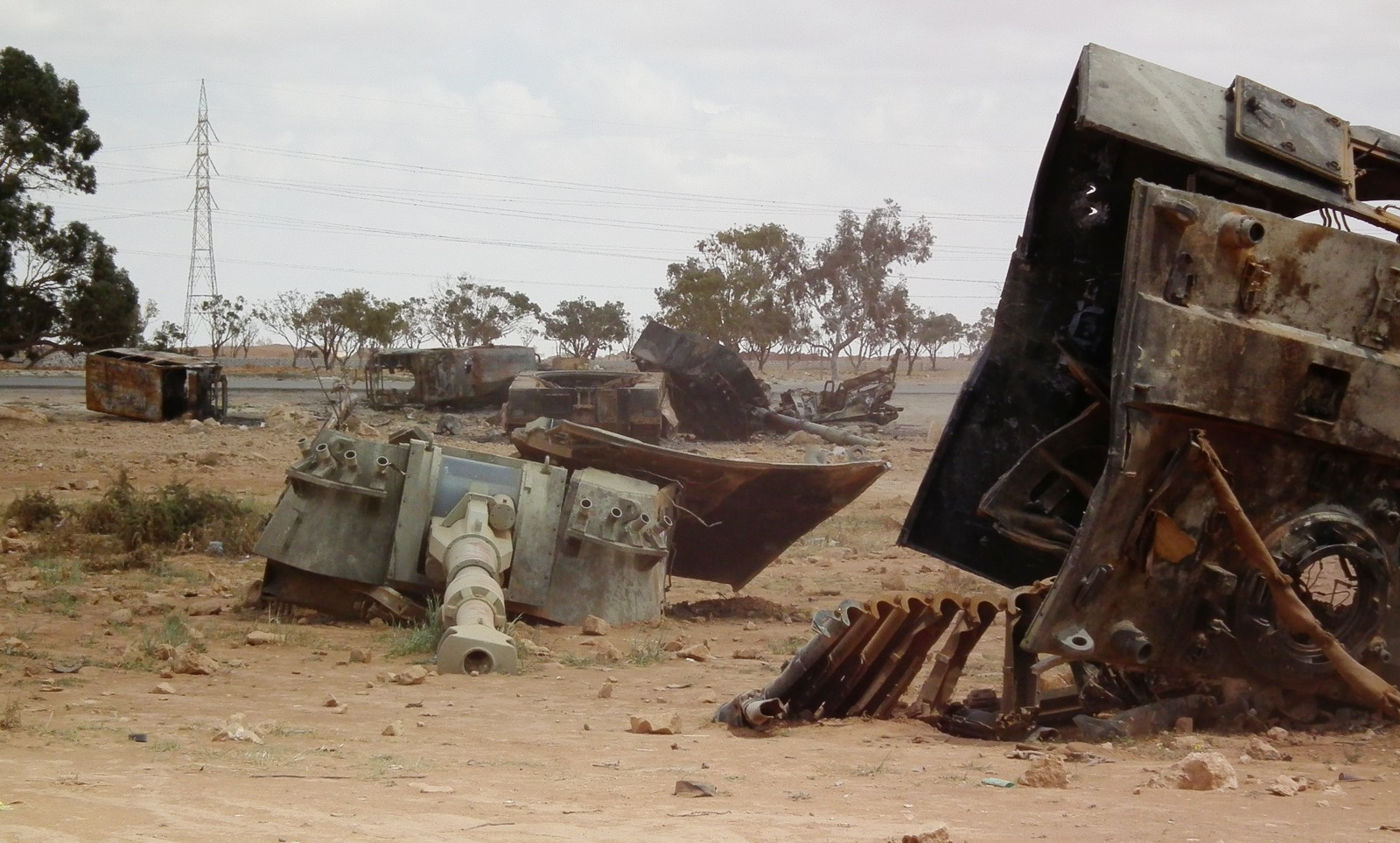
Bei Bengasi (Libyen) am 19. März 2011 im Rahmen der Opération Harmattan von der französischen Luftwaffe zerstörte Palmaria

1982 bestellte Libyen 210 Palmaria-Panzerhaubitzen, weitere 25 gingen an Nigeria. Einige der libyschen Panzerhaubitzen wurden während des Bürgerkriegs 2011 zerstört. In Argentinien wurde 1986 der Palmaria-Turm auf modifizierte Chassis des Tanque Argentino Mediano installiert. Die auf diese Weise entstandenen 17 Panzerhaubitzen erhielten die Bezeichnung VCA 155 (Vehículo de Combate de Artillería de 155 mm).